# Dalchev Cove
Die Dalchev Cove (englisch; bulgarisch Далчев залив Daltschew saliw) ist eine 2,45 km lange und 3,72 km breite Bucht an der Nordostküste der Anvers-Insel im Palmer-Archipel vor der Westküste der Antarktischen Halbinsel. Sie ist Teil der Fournier-Bucht und liegt östlich des Studena Point an der Nordwestküste der Parker-Halbinsel.
Britische Wissenschaftler kartierten sie 1980. Die bulgarische Kommission für Antarktische Geographische Namen benannte sie 2013 nach dem bulgarischen Bildhauer Ljubomir Daltschew (1902–2002).